# Batocera tippmanni
Batocera tippmanni är en skalbaggsart som beskrevs av Stefan von Breuning 1954. Batocera tippmanni ingår i släktet Batocera och familjen långhorningar. Inga underarter finns listade.